# Morte de Sarah Halimi
Sarah Halimi foi uma médica e professora francesa aposentada que foi atacada e morta em seu apartamento pelo vizinho em 4 de abril de 2017. As circunstâncias que cercaram o assassinato - incluindo o fato de Halimi ser a única judia residente em seu prédio, e que o agressor (Kobili Traoré) gritou Allahu akbar durante o ataque e depois proclamou "Eu matei o Shaitan " - reforçou a percepção pública do incidente, particularmente entre a comunidade judaica francesa, como um exemplo claro de antissemitismo na França moderna.
Por vários meses, o governo e parte da mídia hesitaram em rotular o assassinato como antissemita, atraindo críticas de figuras públicas como Bernard-Henri Lévy. O governo acabou reconhecendo uma motivação antissemita para o assassinato. O agressor foi declarado inocente do crime quando os juízes decidiram que ele estava passando por um episódio psicótico devido ao consumo de cannabis, conforme estabelecido por uma análise psiquiátrica independente. A decisão foi apelada para o Supremo Tribunal de Cassação, que em 2021 manteve a decisão do tribunal inferior.
O assassinato foi comparado ao assassinato de Mireille Knoll no mesmo arrondissement menos de um ano depois, e ao assassinato de Ilan Halimi (sem relação com Sarah Halimi) onze anos antes.